# Canton de la Rochelle-6
Le canton de la Rochelle-6 est une ancienne division administrative française de la ville de La Rochelle, située dans le département de la Charente-Maritime et la région Poitou-Charentes.

## Géographie
Ce canton était organisé autour de La Rochelle dans l'arrondissement de La Rochelle. Son altitude variait de 0 m (La Rochelle) à 28 m (La Rochelle) pour une altitude moyenne de 4 m.

## Histoire
| Période | Période          | Identité                  | Étiquette | Qualité                                                                                         |
| ------- | ---------------- | ------------------------- | --------- | ----------------------------------------------------------------------------------------------- |
| 1985    | 1992             | Pierre Garang (1922-2002) | RPR       | Ingénieur aéronautique, La Rochelle                                                             |
| 1992    | 1999 (démission) | Maxime Bono               | PS        | Inspecteur des impôts Adjoint au maire puis maire de La Rochelle (1999-2014) Député (1999-2012) |
| 1999    | 2004             | Joseph Mallet             | PRG       | Adjoint au maire d'Aytré                                                                        |
| 2004    | 2015             | Denis Leroy               | PS        | Chef d'entreprise Ancien conseiller municipal de La Rochelle                                    |

## Composition
Le canton de la Rochelle-6 se composait d’une fraction de la commune de La Rochelle. Il comptait 19 263 habitants (population municipale) au 1er janvier 2012.
| Nom                     | Code Insee | Intercommunalité  | Population (dernière pop. légale)               |
| ----------------------- | ---------- | ----------------- | ----------------------------------------------- |
| La Rochelle (chef-lieu) | 17300      | CA de La Rochelle | Fraction : 19 263(2012) Commune : 74 998 (2014) |

## Démographie
| 1982 | 1990   | 1999   | 2006   | 2011   | 2012   |
| ---- | ------ | ------ | ------ | ------ | ------ |
| -    | 12 511 | 17 708 | 19 563 | 19 775 | 19 263 |